# Şanlıurfa
Şanlıurfa neboli Edessa je město v Turecku, do osmdesátých let 20. století nazývané Urfa (čestný přívlastek şanlı – slavná byl udělen za odpor proti evropským koloniálním mocnostem za kemalistické revoluce). Město má okolo půl milionu obyvatel a je hlavním městem stejnojmenné provincie v jihovýchodním Turecku při hranicích se Sýrií.

## Historie
Urfa, ve starověku nazývaná Orfa či pořečtěně Urhai, má tisíciletou historii sahající až asyrských dob. V helénistickém období došlo k přejmenování města na Edessu (podle makedonské Edessy) a jeho přeměně na řeckou polis. Okolní kraj se tehdy nazýval Osroéné. V roce 260 n. l. se poblíž Edessy střetlo římské vojsko s jednotkami perského krále Šápúra I. a císař Valerianus byl v průběhu bitvy zajat. Již dříve (v roce 165) získalo město status římské kolonie. V roce 217 byl cestou z Edessy do Carrhae (nyní Harran) jedním ze svých strážců zavražděn římský císař Caracalla.

### Raně křesťanské středisko
Přesné datum uvedení křesťanství do Edessy známé není. Podle legendy, kterou poprvé zmiňuje ve 4. století Eusebius přičiněním Tadeáše z Edessy, který byl jedním ze dvaasedmdesáti učedníků a byl vyslaný „Judou, nazývaným též Tomáš“ konvertoval král Agbar V. Různé zdroje ovšem potvrzují, že křesťanskou víru přijal Agbar IX. (179–212 n. l.) Za něj se křesťanství stalo oficiálním náboženstvím království.
Po něm následoval Aggai a pak sv. Mari. Odsud pochází z druhého století slavná Pešita, syrský překlad Starého zákona a také TaciánovaDiatessaron, kompilovaná kolem roku 172 a běžně užívaná až doby, kdy to zakázal edesský biskup Rabbula (412–435). Z příslušníků edesské školy zaslouží zvláštní zmínku Bardaisan (154–222), spolužák Agbara IX., za svou roli ve vytváření křesťanské poesie.
Již v roce 197 se k v Edesse konal křesťanský sněm. V roce 232 byly z indické Mylapore přeneseny ostatky apoštola Tomáše a při té příležitosti byly sepsány syrské Skutky.
Křesťanští kněží z Edessy evangelizovali východní Mezopotámii a Persii a zakládali první místní církve v sasánovské říši.

#### Byzantská éra
Pod byzantskou vládou měla Edessa jako metropolitní stolec Osroene jedenáct sufragánních diecézí, zmínky o pravoslavných biskupech se vytrácí v jedenáctém století. Slavnou Školu Peršanů ve městě založil Efrém Syrský.  Navštěvovali ji převážně mladí křesťané z Persie a svého největšího rozkvětu dosáhla za biskupa Ibse. Uzavřena byla v roce 489 poté, co učitelé a studenti Edesské školy odešli do Nisbis a stali se zakladateli a hlavními autory perské nestoriánské církve. Jako biskup ve městě působil také slavný básník-teolog Jakub ze Sarugu.
Edessu v šestém století znovu vystavěl císař Justin I. a po něm nesla jméno Justinopolis.
V roce 638 padla Edessa do rukou muslimů, kteří ji drželi až do konce 11. století, kdy kraj ovládli křižáci. Ti město učinili centrem tzv. edesského hrabství, ale již roku 1144 své panství ztratili ve prospěch seldžuckých Turků.
V následujících staletích se muslimští vládci často měnili a teprve s příchodem osmanských Turků roku 1637 zavládla dlouhodobá stabilita. Tehdy již byla Edessa, známá svými trhy s bavlnou, kůžemi a drahocennostmi, opět nazývána svým starým jménem Urfa. Po pádu Osmanské říše v důsledku první světové války vystupoval Mustafa Kemal Atatürk proti snahám evropských mocností odtrhnout město od tureckého státu a nakonec byl v této věci úspěšný – Urfa se stala součástí nově založené Turecké republiky.

## Sport
Ve městě působí fotbalový klub Şanlıurfaspor.

## Pamětihodnosti

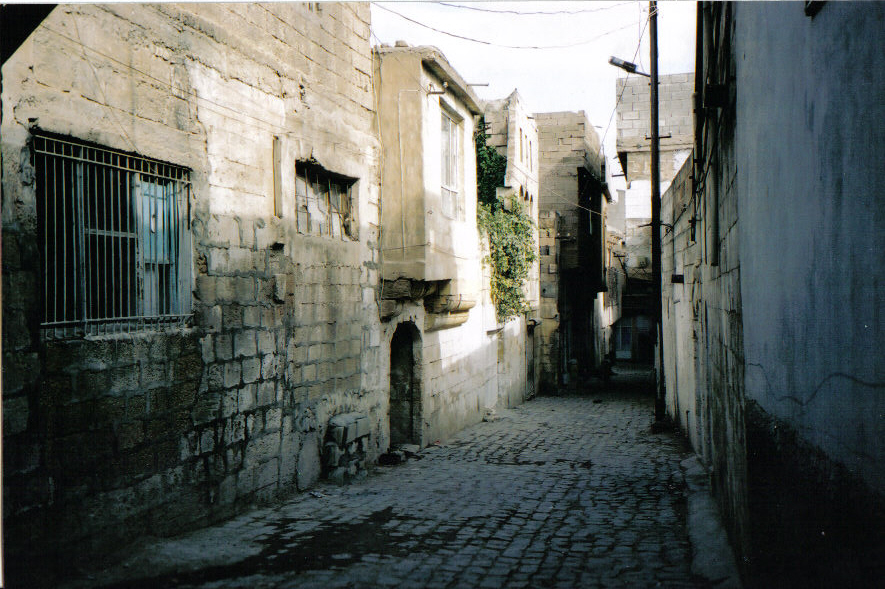
Ulice ve starém městě
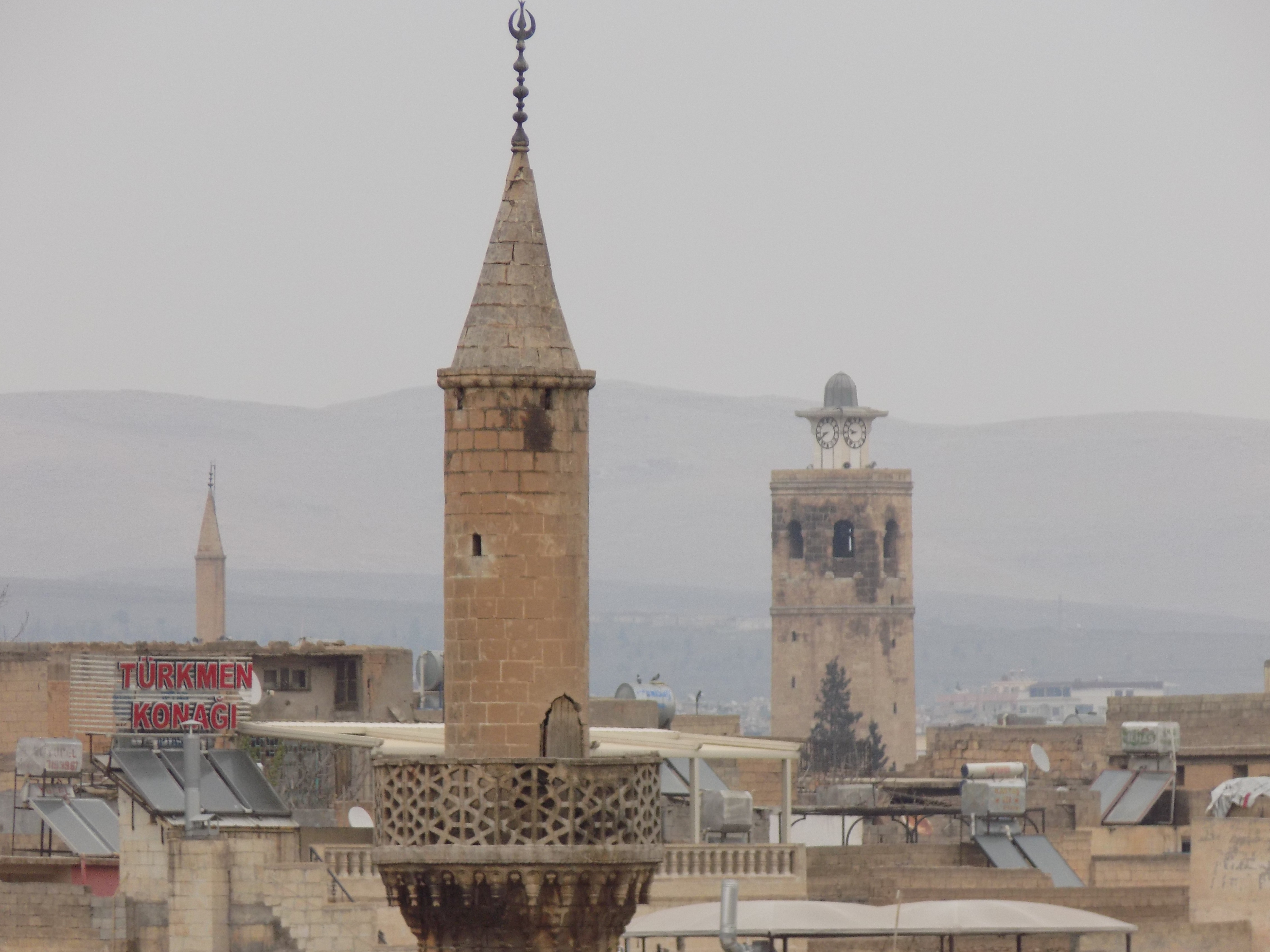
Minarety a věž Saat
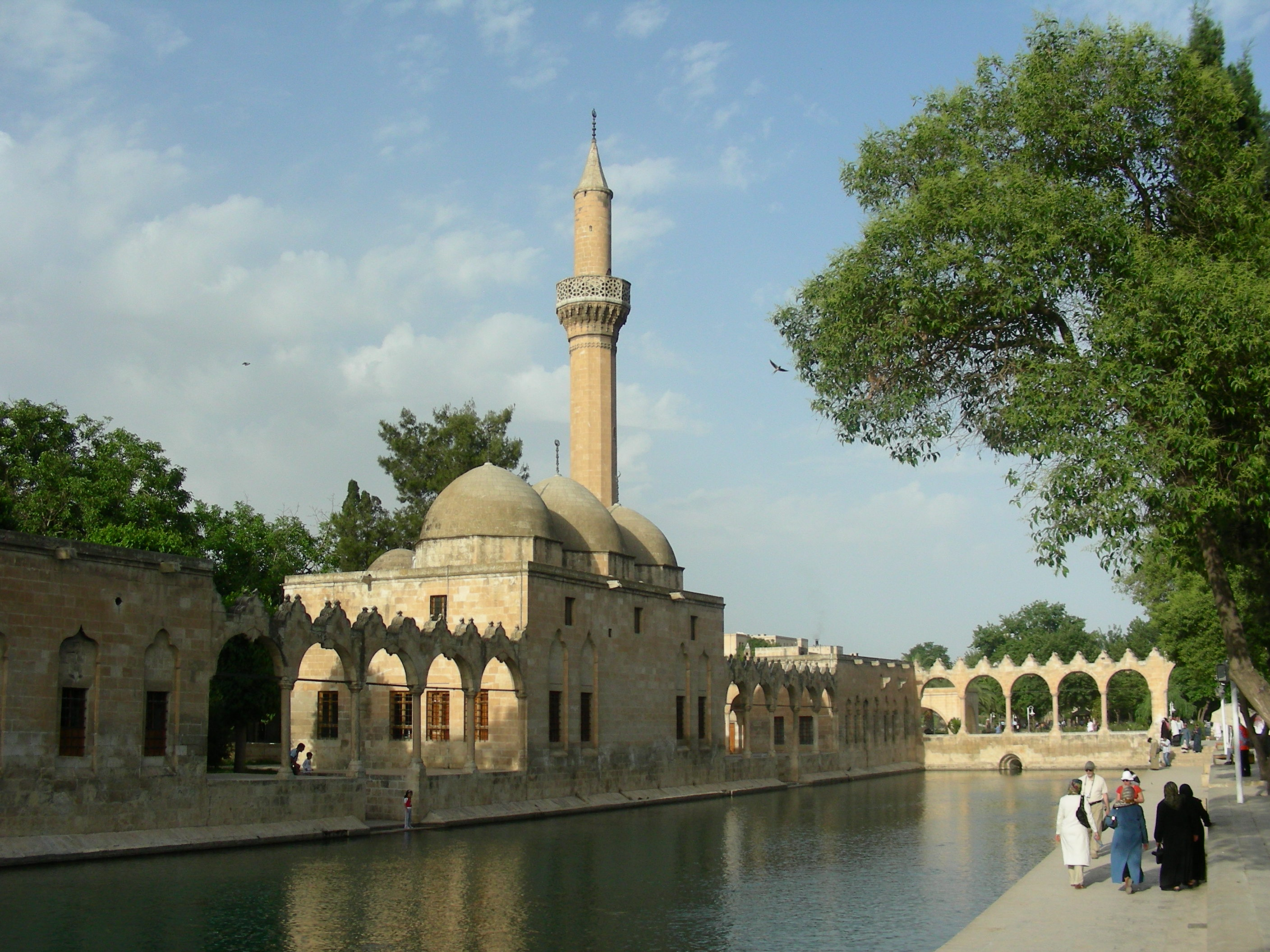
Mešita Rizvaniye
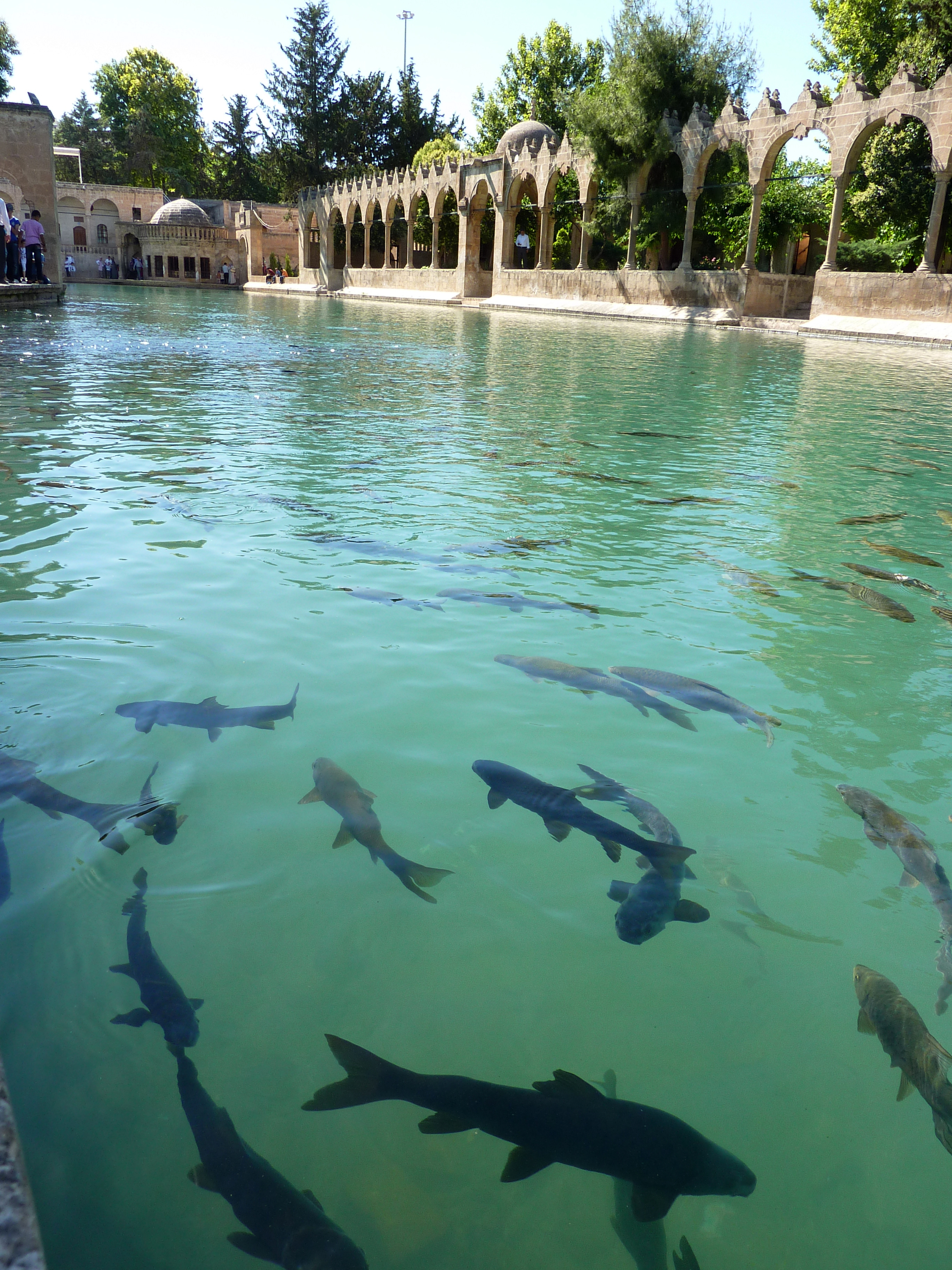
Abrahámovo jezero s posvátnými kapry
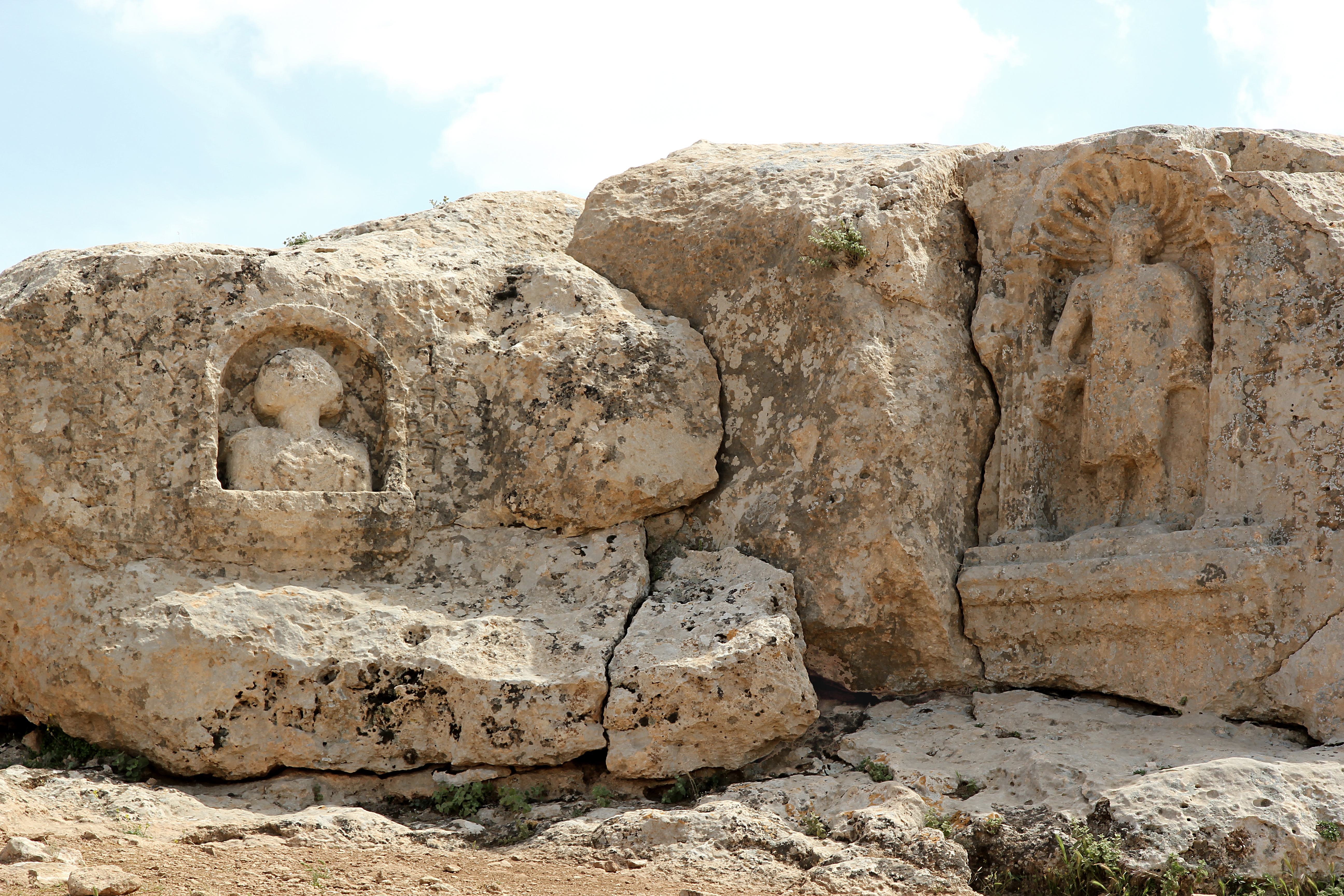
Sumatar, rezidence vládců Edessy
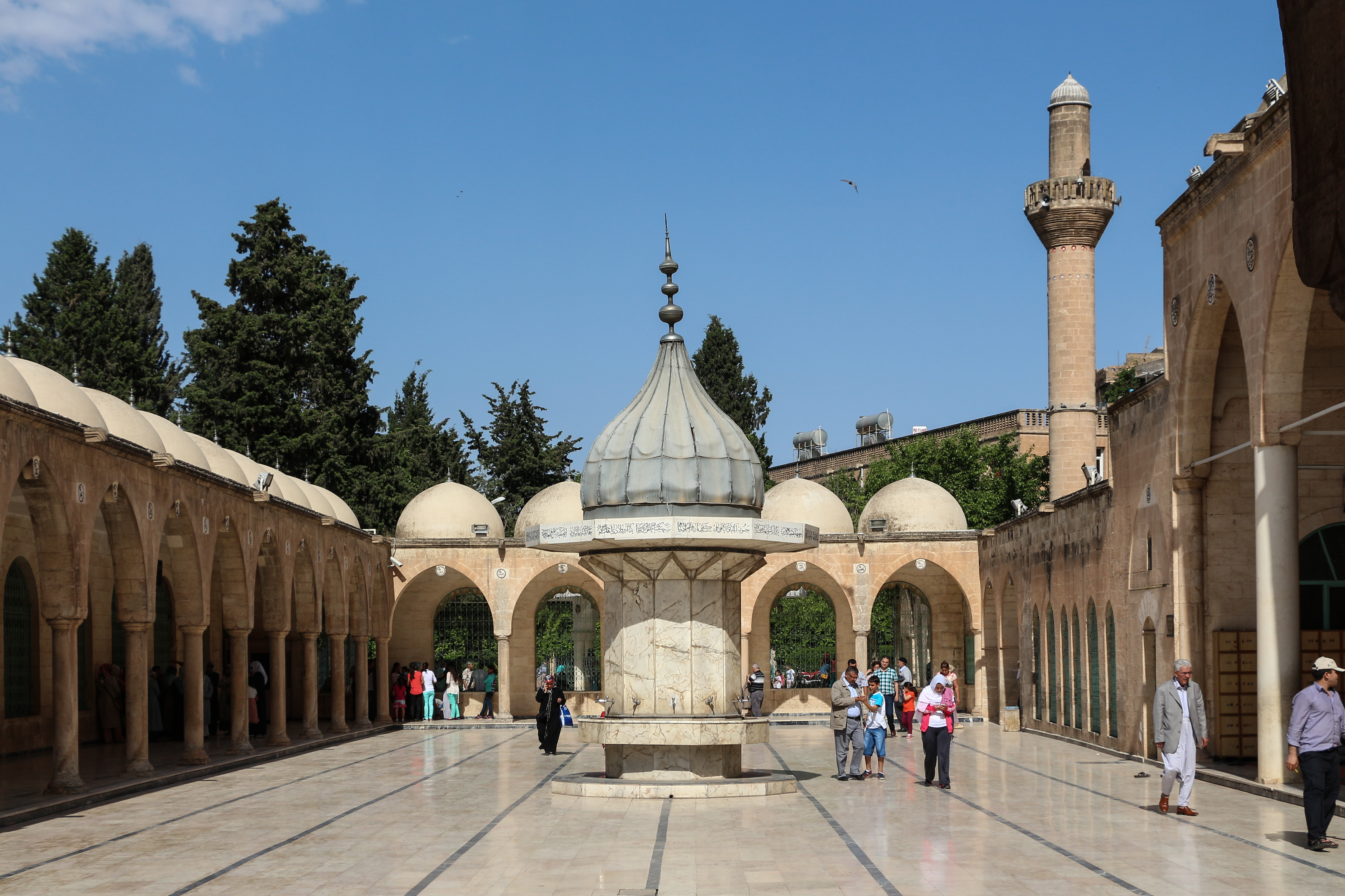
Mešita Mevlid-i Halil
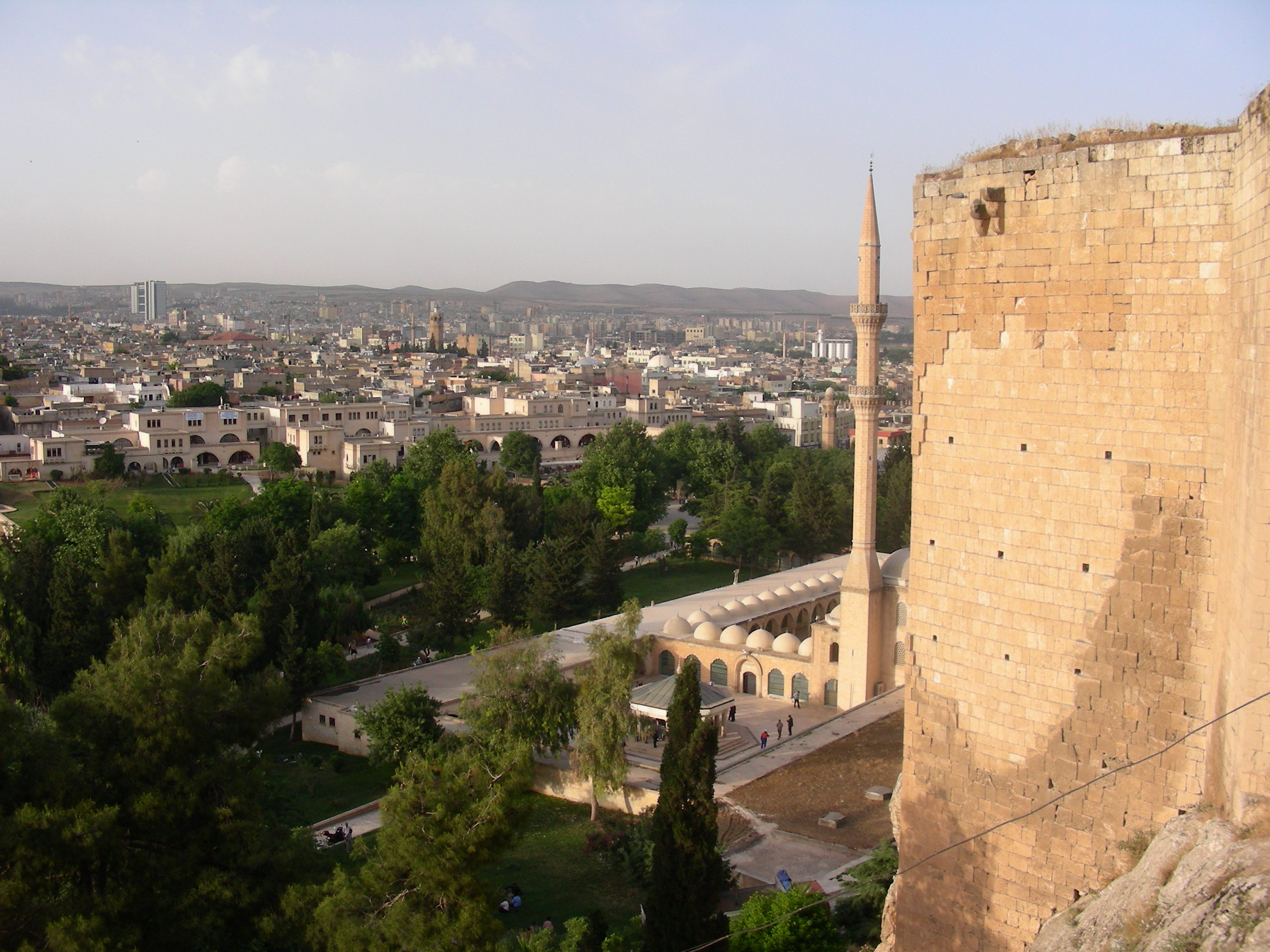
Pohled z pevnosti Urfa